# 菲華歷史博物館
菲華歷史博物館（Bahay Tsinoy）是菲律賓馬尼拉王城區的一家博物館，位於華裔文化傳統中心內，記錄了菲律賓華人的生活、貢獻與歷史。
菲華博物館的構想者，是人類學家、華人研究學家施振民先生（Chinbin See，1932年-1986年）。實際建立者，則是由洪玉華（Teresita Ang-See）共同創辦的非營利組織「菲律賓愛華裔青年聯合會」（Kaisa Para sa Kaunlaran, Inc.）。此會設立的宗旨是在促進菲律賓的華人和當地人能夠產生更深層的交流，進而培養對於菲律賓的國家認同。
本館的土地及建築資金是由龔詩貯基金會（Angelo King Foundation）所提供。而菲律賓華人社群更挹注額外的資金，使本館更加完善。建於1996年，是由伊娃·帕納摩拉（Eva Penamora）和已故建築師洪拉多·費南德茲（Honrado Fernandez）所設計，並於1999年落成揭牌。

## 展場
博物館分成下列展場：
- 早期交流
- 八連（The Parian，西班牙殖民時期集中管理華人的聚落）
- 殖民文化
- 華人社群的建立
- 捍衛自由
- 19世紀華人生活
- 華裔國家領導人
- 珍貴照片和圖集
- 殉道者紀念堂
- 墓葬品收藏及展示
- 菲律賓稀有貝類
- 菲律賓華人與國家建設（2004年揭牌）

博物館全館擁有空調。本館亦設有菲律賓愛華裔青年聯合會的辦公室、施振民先生紀念圖書館等等。

## 著作
- Lenzi, Iola. . Singapore: Archipelago Press. 2004: 200 pages. ISBN 981-4068-96-9.

## 外部連結
- 中的“Museums”
- List of Museums in the Philippines （页面存档备份，存于）
- International Council of Museums
- VLmp directory of museums
- Bahay Tsinoy website （页面存档备份，存于）
- KAISA Heritage Center website （页面存档备份，存于）

14°35′27″N 120°58′30″E / 14.59083°N 120.97500°E